# 이성선
이성선(李聖善, 1941년 1월 2일 ∼ 2001년 5월 4일)은 대한민국의 시인이다. 30여 년의 긴 시작(詩作) 기간 동안 비교적 고르고 일관되게 우주와 자연을 노래하였다. 그에게 자연은 유일한 벗이요, 생의 중요한 일부이자 전부였다. 그러나 그가 아무리 자연 친화와 우주의 신비를 노래해 시의 순결성과 순수 서정을 지향해 왔다손 치더라도, 그리하여 다소 현실에서 멀어져 도피적이고 방어적인 모습을 취했다 할지라도 그 역시 한 인간으로서 근원적 고뇌와 죽음에 대한 두려움, 생에 대한 욕망을 완전히 놓아 버리진 못했음을, 그 역시 준열한 내적 투쟁을 끊임없이 치러 왔음을 우리는 그의 작품들을 통해 알 수 있다.

## 생애
이성선은 1941년 1월 2일 강원도 고성군 토성면 성대리 256번지에서 이춘삼과 김월용 사이에 2남 1녀 중 장남으로 태어났다. 부농에 속해 경제적 어려움은 없었으나 1·4 후퇴 때 아버지가 월북해 홀어머니 슬하에서 자랐다. 속초에서 초·속초중·속초고등학교를 마치고 1961년 고려대학교 농과대학에 진학했다. 1967년 대학을 졸업한 후, 수원 농촌진흥청 작물시험반에 들어가 콩을 연구하며 지냈다. 1969년 문학 동인 ‘설악문우회’를 결성해 활동하다가 1970년 ≪문화비평≫에 작품 ＜시인의 병풍＞외 4편으로 등단했다. 이듬해 초등학교 교사인 최영숙과 결혼한다. 1972년 ≪시문학≫에 추천을 받아 재등단한다. ‘갈뫼 및 물소리’ 동인으로 활동했으며, 1974년 첫 시집 ≪시인의 병풍≫을 현대문학사에서 간행한다. 교사 생활과 병행해 1987년 고려대학교 교육대학원에 입학, 국어교육 전공으로 석사 학위를 받는다. 1988년 강원도문화상을, 1990년 제22회 한국시인협회상을 수상한다. 1994년에 제6회 정지용문학상을, 1996년에 제1회 시와시학상(작품상)을 수상한다. 1999년 인도 여행 후 2000년 3월 숭실대학교 문예창작과에 겸임교수로 부임한다. 개인 시집 14권, 공동 시집 4권, 시 선집 2권을 남기고, 2001년 5월 4일 강원도 속초시 교동 799의 93 자택에서 타계했으며, 5월 6일 화장해 설악산 백담사 계곡에 영면했다. 2002년 5월 3일 고성군 토성면 성대리 256번지 생가에 시비가 세워졌으며, 2004년 숭실대학교 문예창작과에서 ≪시인 이성선≫을 간행했다. 2005년 시와시학사에서 ≪이성선 시 전집≫이, 2011년에 서정시학에서 ≪이성선 전집 1·2≫가 발간되었다.